# Benedykt (Tsekuras)
Benedykt, imię świeckie Jorgos Tsekuras (ur. 1957 w Kalawricie) – grecki biskup prawosławny służący w jurysdykcji Patriarchatu Jerozolimskiego.

## Życiorys
Ukończył studia teologiczne w Ejo. W 1976 wstąpił do Wielkiej Ławry, jednego z klasztorów góry Athos. W 1992 wstąpił do Bractwa Świętego Grobu w Jerozolimie. W 1983 został wyświęcony na diakona, trzy lata później – na kapłana. W tym samym roku otrzymał godność archimandryty i został przełożonym klasztoru św. Katarzyny w Jerozolimie, patriarszym mistrzem ceremonii i skarbnikiem Patriarchatu. Od 1994 zasiadał w Świętym Synodzie.
W lutym 1998 miała miejsce jego chirotonia na biskupa Gazy. W 2000 został wyznaczony na przedstawiciela Patriarchatu w Ammanie, zaś w 2001 został przeniesiony na katedrę Filadelfii. W Ammanie koordynował prace nad budową polikliniki i przedszkola należących do Patriarchatu oraz muzeum metropolitalnego. Wzniósł również kilka nowych obiektów sakralnych.
Reprezentował Patriarchat Jerozolimski za granicą, towarzysząc patriarsze Diodorowi w jego oficjalnych wizytach.